# Prix Heinrich Heine

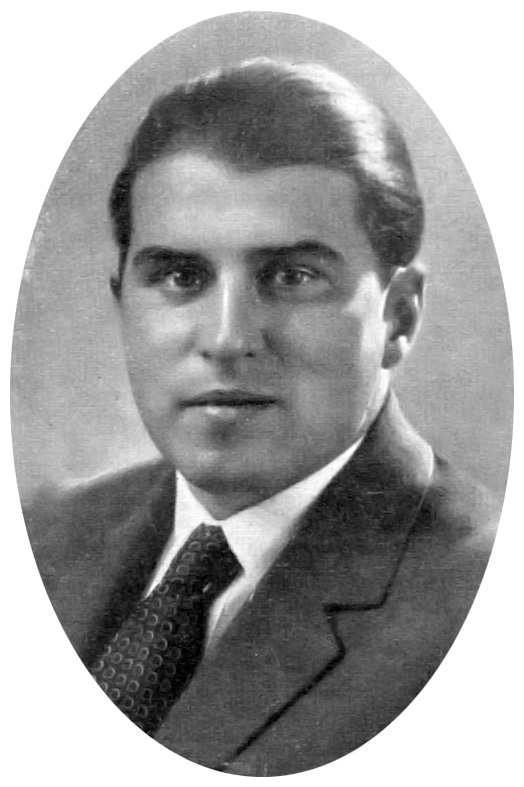
Dichter Carl Zuckmayer né le 27 décembre 1896 à Nackenheim a.Rh.

Le Prix Heinrich Heine (en allemand Heinrich-Heine-Preis) est une récompense littéraire attribuée en Allemagne, à Düsseldorf. Du temps de la RDA, il existait également un prix Heinrich Heine mais remis par le Ministère de la Culture est-allemand jusqu'en 1990.

## Le prix Heinrich Heine de Düsseldorf
La distinction a été créée par la municipalité de Düsseldorf en 1972 en hommage au 175e anniversaire de la naissance du poète Heinrich Heine. D'abord remise tous les trois ans, puis tous les deux ans depuis 1981, elle est adressée à une personnalité du monde des Lettres qui, à travers son œuvre, « aura su défendre ou promouvoir les idéaux chers à Heine, tels que la préservation des droits de l'homme, la foi dans le progrès social et politique et le fait de servir la compréhension entre les peuples ou la reconnaissance d'une culture commune et égale à tous les hommes. ». En 1995, l'attribution du prix a été décalée d'une année : en 1996. La récompense est dotée d'un montant 25 000 euros, somme doublée en 2006 spécialement pour le 150e anniversaire de la mort du poète.

### Lauréats
- 1972 : Carl Zuckmayer
- 1975 : Pierre Bertaux
- 1978 : Sebastian Haffner
- 1981 : Walter Jens
- 1983 : Carl Friedrich von Weizsäcker
- 1985 : Günter Kunert
- 1987 : Marion von Dönhoff
- 1989 : Max Frisch
- 1991 : Richard von Weizsäcker
- 1993 : Wolf Biermann
- 1996 : Władysław Bartoszewski
- 1998 : Hans Magnus Enzensberger
- 2000 : W. G. Sebald
- 2002 : Elfriede Jelinek
- 2004 : Robert Gernhardt
- 2006 : Peter Handke (décline le prix)
- 2008 : Amos Oz
- 2010 : Simone Veil
- 2012 : Jürgen Habermas
- 2014 : Alexander Kluge[2]
- 2016 : A. L. Kennedy[3],[4]
- 2018 : Leoluca Orlando[5]
- 2020 : Rachel Salamander (de)[6]
- 2022 : Juri Andruchowytsch[7]
- 2024 : David Grossman

### Polémique autour de l'attribution du prix en 2006
Le jury qui attribue ce prix est constitué de cinq membres du conseil municipal de Düsseldorf, d'un représentant du Land de Rhénanie-du-Nord-Westphalie, du président de l'Université Heinrich Heine et de cinq spécialistes en littérature (professeurs, critiques, journalistes). Les cinq premiers jurés possèdent chacun une voix et les autres en détiennent deux.
Dans le cadre du 150e anniversaire de la mort de Heine, le 20 mai 2006, le prix est attribué à Peter Handke, à 12 voix contre 5. L'émissaire rhénan n'a pas pris part au vote. Félicité par le maire de Düsseldorf, Joachim Erwin, Handke accepte la récompense. Mais la majorité du conseil de la ville s'oppose à cette décision en raison des positions pro-serbes de l'écrivain sur les guerres de Yougoslavie et de sa présence très controversée, en mars, aux obsèques de Slobodan Milosevic. Le conseil juge en effet que cet évènement et ce point de vue sont contraires au but premier et à l'esprit même du Prix Heine. Il refuse alors de remettre sa distinction à l'auteur. Pourtant, le règlement du prix stipule que « le conseil municipal a obligation d'honorer le lauréat désigné par le jury. ».
En parallèle, deux jurés, Sigrid Löffler et Jean-Pierre Lefèbvre (de l'École Normale Supérieure), démissionnent en protestation de ce choix.
Le 2 juin, dans une lettre adressée à Erwin, Handke décline finalement la récompense car il ne veut pas « faire l'objet du mépris des partis politiques encore et toujours. ». Le 7 juin, le maire lui envoie une réponse écrite où il lui affirme son soutien.
À l'initiative des comédiens Rolf Becker et Käthe Reichel, l'écrivain se voit proposer l'attribution d'un Prix Heine alternatif, spécialement décerné par la ville de Berlin et doté d'une somme équivalente à la récompense originale. Mais Handke, tout en remerciant ses amis, refuse cette « solution de rechange » qui selon lui le « renforce  dans son statut de paria et de coupable : d'avoir commis le crime de penser différemment et d'avoir un autre point de vue sur l'histoire de la Yougoslavie. »

## Le prix Heinrich Heine de RDA
le Heinrich-Heine-Preis du Ministère de la Culture est-allemand était attribué depuis 1956 tous les 13 décembre en hommage à l'anniversaire d'Heine. Il était remis pour une œuvre poétique ou à un ouvrage littéraire écrit par des journalistes. Le montant qui lui était corrélé était de 15 000 Mark est-allemands.

### Lauréats
- 1957 : Karl Schnog, Walther Victor
- 1958 : Bruno Kaiser, Max Zimmering
- 1959 : Wieland Herzfelde, Walter Stranka
- 1960 : Lothar Kusche, Gerd Semmer
- 1961 : Peter Edel, Armin Müller
- 1962 : Hermann Kant, Paul Wiens
- 1963 : Heinz Kahlau, Vladimir Pozner
- 1964 : Günther Deicke, Hugo Huppert
- 1965 : Heinz Knobloch, Walter Werner
- 1966 : Bruno Frei, Helmut Preißler
- 1967 : Günther Cwojdrak, Jens Gerlach
- 1968 : Uwe Berger, Inge von Wangenheim
- 1969 : Helmut Hauptmann, Jo Schulz
- 1970 : Rolf Recknagel, Manfred Streubel
- 1971 : Volker Braun, Werner Neubert
- 1972 : Stephan Hermlin, Hans Kaufmann
- 1973 : Sarah Kirsch
- 1974 : Kito Lorenc
- 1975 : Irmtraud Morgner, Eva Strittmatter
- 1976 : Dieter Süverkrüp
- 1977 : Heinz Czechowski
- 1978 : Egon Richter
- 1979 : Jürgen Rennert
- 1984 : Bernt Engelmann (?), John Erpenbeck
- 1985 : Peter Gosse
- 1987 : Luise Rinser
- 1988 : Peter Rühmkorf
- 1990 : Hans-Eckardt Wenzel

## Ouvrage sur le sujet
- Peter Jamin: Der Handke-Skandal - Wie die Debatte um den Heinrich-Heine-Preis unsere Kultur-Gesellschaft entblößte, Gardez! Verlag, Remscheid 2006,  (ISBN 3-89796-180-6)